# Mikulás Konopka
Mikulás Konopka (Eslovaquia, 23 de enero de 1979) es un atleta eslovaco especializado en la prueba de lanzamiento de peso, en la que consiguió ser campeón europeo en pista cubierta en 2007.

## Carrera deportiva
En el Campeonato Europeo de Atletismo en Pista Cubierta de 2007 ganó la medalla de oro en el lanzamiento de peso, con una marca de 21.57 metros que fue récord nacional eslovaco, por delante del bielorruso Pavel Lyzhyn (plata con 20.82 metros) y del danés Joachim Olsen (bronce con 20.55 metros).